# ГЕС Кашуейра-Калдейран
ГЕС Кашуейра-Калдейран (порт. Usina Hidrelétrica de Cachoeira Caldeirão) — гідроелектростанція на північному сході Бразилії у штаті Амапа. Знаходячись перед ГЕС Куарасі-Нунес, становить верхній ступінь каскаду на річці Арагуарі, котра впадає в Атлантичний океан за десяток кілометрів на північ від одного з рукавів Амазонки.
У межах проєкту річку перекрили греблю з ущільненого котком бетону висотою 20,6 метра та довжиною 730 метрів. Вона утримує витягнуте по долині річки на 53 км водосховище площею поверхні 48 км2 та об'ємом 231 млн м3, у якому не передбачене коливання рівня під час операційної діяльності. Останній має складати 58,3 метра НРМ та може підвищуватись у випадку повені до 59,6 метра НРМ.
Інтегрований у греблю машинний зал обладнали трьома бульбовими турбінами загальною потужністю 219 МВт, які мають забезпечувати виробництво 1136 млн кВт·год електроенергії на рік.
Видача продукції відбувається по ЛЕП, розрахованій на напругу 230 кВ.